# Pommerit-Jaudy
Pommerit-Jaudy korábbi község Franciaországban, Côtes-d’Armor megyében. Lakosainak száma 1208 fő (2018. január 1.). Pommerit-Jaudy La Roche-Derrien, Hengoat, Langoat, Mantallot, Ploëzal, Prat, Runan és Troguéry községekkel határos.
2019. január 1-jén három másik korábbi községgel egyesült és az így létrejött La Roche-Jaudy új község része lett.

## Népesség
A település népességének változása:
| Lakosok száma | 1036 | 958  | 959  | 990  | 1162 | 1275 | 1235 | 1747 | 1213 | 1208 |
|               | 1968 | 1975 | 1982 | 1999 | 2006 | 2011 | 2013 | 2016 | 2017 | 2018 |